# Viaduc du Douy
Pour les articles homonymes, voir Douy (homonymie).
Le viaduc du Douy est un pont routier qui a été construit en 1993 et mis en service en 1994 dans le cadre de la construction de la déviation de la Corniche de la Côte-Vermeille qui relie Collioure à Port-Vendres. Cette voie rapide faisait à l'origine partie de la route nationale 114, devenue RD 914 en 2006.